# Giulio Caporali
Giulio Caporali (Perugia, ... – dopo il 1594) è stato un pittore e architetto italiano del Rinascimento attivo intorno al 1540.

## Biografia
Era figlio e allievo di Giovanni Battista, noto anche come Bitti e forse erroneamente come Benedetto, e che operò a Perugia, e fu allievo del Perugino. Giulio fu architetto della Cattedrale di Panicale e fu attivo anche a Roma.